# Premio Alassio Centolibri - Un editore per l'Europa
Il premio Alassio Centolibri - Un editore per l'Europa è un premio riservato al mondo dell'editoria italiana, istituito dal comune di Alassio, in Liguria. 

## Il premio
Spinta dalla positiva accoglienza del premio "Un autore per l'Europa" e forte di un'assidua presenza al Salone internazionale del Libro di Torino, la città di Alassio dal 1999, ha istituito il premio "Alassio Centolibri - Un editore per l'Europa". Il riconoscimento è destinato a coloro che, per impegno culturale e capacità imprenditoriale, hanno dato un contributo significativo allo sviluppo del comparto in una prospettiva europea, attraverso la divulgazione culturale. Il premio, consistente in una targa di particolare pregio, riproduce l'acquerello dipinto ad Alassio nel 1864 da Edward Lear.

## Regolamento
L'assegnazione viene resa nota al Lingotto Fiere, nell'ambito del Salone internazionale del Libro. Il vincitore è decretato da una giuria composta da: Alberto Cadioli, Ernesto Ferrero, Annamaria Gandini, Armando Torno, Giuliano Vigini (presidente).
Il giudizio guarda a quegli editori che hanno saputo affrontare al meglio le sfide continue proposte dalla società culturale contemporanea, affrontando con efficacia un lavoro che sempre più rappresenta il punto nevralgico dell'intero sistema informativo e divulgativo.

## L'albo d'oro dei premiati
| Anno | Casa editrice vincitrice | Sede      |
| ---- | ------------------------ | --------- |
| 1999 | Laterza                  | Roma-Bari |
| 2000 | Il Mulino                | Bologna   |
| 2001 | UTET                     | Torino    |
| 2002 | Jaca Book                | Milano    |
| 2003 | Il Saggiatore            | Milano    |
| 2004 | Bollati Boringhieri      | Torino    |
| 2005 | Adelphi                  | Milano    |
| 2006 | Morcelliana              | Brescia   |
| 2007 | Sellerio                 | Palermo   |
| 2008 | Guanda                   | Parma     |
| 2009 | Nino Aragno Editore      | Torino    |
| 2010 | Iperborea                | Milano    |
| 2011 | Hoepli                   | Milano    |
| 2012 | Edizioni Medusa          | Milano    |
| 2013 | Bompiani                 | Milano    |
| 2014 | Raffaello Cortina        | Milano    |
| 2015 | Oscar Mondadori          | Milano    |
| 2016 | Edizioni e/o             | Roma      |
| 2017 | minimum fax              | Roma      |